# U 757
U 757 war ein deutsches U-Boot vom Typ VII C, das durch die deutsche Kriegsmarine während des Zweiten Weltkrieges im Nord- und Mittelatlantik sowie in der Biskaya eingesetzt wurde.

## Technische Daten
Die Kriegsmarinewerft Wilhelmshaven baute bis Kriegsende 27 U-Boote für die deutsche Kriegsmarine. U 757 gehörte zum ersten U-Boot-Bauauftrag, der an die Kriegsmarinewerft erging. Er umfasste insgesamt 12 Boote – alle vom Typ VIIC. Ein U-Boot dieses Typs hatte eine Länge von 67 m und eine Verdrängung von 865 m³ unter Wasser. Es wurde über Wasser von zwei Dieselmotoren angetrieben, die eine Geschwindigkeit von 17 kn gewährleisteten. Unter Wasser erbrachten zwei Elektromotoren eine Geschwindigkeit von 7 kn. Ein solches Boot hatte hierbei eine maximale Reichweite von 6500 sm. Am Turm führte U 757 eine Grafik, die einen Drachen im chinesischen Stil darstellte.

## Einsatz und Geschichte
U 757 lief am 15. September 1942 aus Kiel unter dem Kommando von Oberleutnant zur See Friedrich Deetz (* 1916) zu seiner ersten Unternehmung aus. Nach einer Patrouille im Nordatlantik lief das Boot am 24. Oktober in Saint-Nazaire ein, dem Stützpunkt der 6. U-Flottille, der U 757 als Frontboot zugeteilt war. Von hier aus lief Kommandant Friedrich Deetz mit dem Boot zu acht weiteren Feindfahrten aus.

### Neulandgegen HX 228
Zu seiner dritten Unternehmung lief das Boot am 22. Februar aus Saint-Nazaire aus. Vorgesehenes Einsatzgebiet war der Nordatlantik. Im Rahmen dieser Unternehmung war U 757 am Angriff auf den Geleitzug HX 228 beteiligt, der mit 60 Schiffen auf dem Weg von New York nach Liverpool war und hauptsächlich Kriegsmaterial transportierte. Als der vorausfahrende Geleitzug SC 121, der von Nova Scotia nach Liverpool unterwegs war, von deutschen U-Booten entdeckt wurde, entschloss sich die britische Admiralität, HX 228 trotz seines erheblichen Geleitschutzes auf einen nordöstlichen Kurs umzuleiten. Der Konvoi fuhr somit zufällig direkt in das Seegebiet, das von der U-Boot-Gruppe Neuland patrouilliert wurde, zu der auch U 757 gehörte. HX 228 wurde am 10. März in schwerem Wetter von U 336 entdeckt und gemeldet. Die stürmische Wetterlage machte es dem Geleitschutz des Konvois unmöglich, die Flugzeuge der Bogue einzusetzen, weshalb der Geleitflugzeugträger HX 228 verließ, was wiederum die Gefahr für die deutschen U-Boote verringerte, von denen inzwischen neun eingetroffen waren. Der Angriff auf HX 228 begann mit der Versenkung des britischen Munitionstransporters Tucurina durch U 221 um halb zehn Uhr abends. Gegen viertel vor drei Uhr nachts griff Kommandant Deetz unter Wasser einen Dampfer mit einem Flächen-Absuch-Torpedo an. Das getroffene Schiff wurde von ihm nach dem Auftauchen infolge der Befragung von Überlebenden, die in einem Rettungsboot trieben, fälschlich als William C. Palmer identifiziert.
Nach etwa zwei Stunden wurde das Schiff mit einem weiteren Torpedo versenkt. Mit der William C. Gorgas versank ein Landungsboot zum Transport von Panzern, das der Dampfer an Bord hatte.

### Vor Afrika
Im Sommer 1943 patrouillierte das Boot im Mittelatlantik und vor der afrikanischen Westküste. Hier gelang Kommandant Deetz die Versenkung eines Handelsschiffes. Der norwegische Frachter Fernhill hatte zunächst dem Geleitzug OS 52 angehört, der Liverpool am 19. Juli 1943 verlassen hatte. Das Schiff trennte sich aber später von dem Konvoi und wurde am 7. August etwa 300 Seemeilen westlich von Sierra Leone durch einen Torpedo von U 757 getroffen und versank. Dabei kamen vier Besatzungsmitglieder ums Leben und 40 überlebten. Kommandant Deetz nahm eines der Besatzungsmitglieder der Fernhill gefangen.

### Versenkung

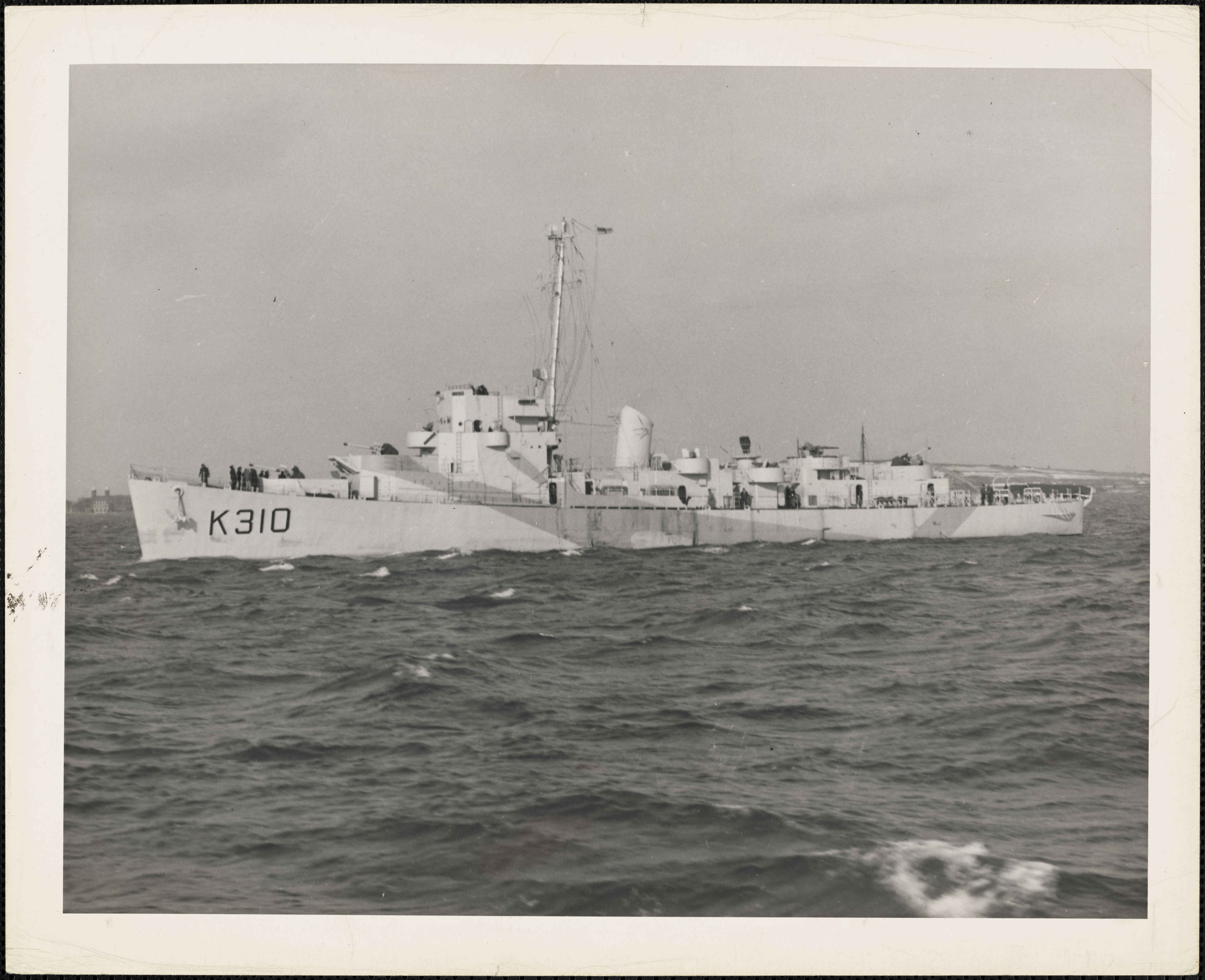
Die HMS Bayntun war an der Versenkung von U 757 beteiligt.

Anfang 1944 wurde das Boot der U-Boot-Gruppe „Rügen“ zugeteilt, die im Nordatlantik nach Maßgabe der von Karl Dönitz entwickelten Rudeltaktik das Gefecht mit alliierten Geleitzügen suchen sollte. Zudem war vorgesehen, dass U 757 mit U 976 zusammentreffen sollte, das Ende November von Kiel aus zu seiner ersten Unternehmung aufgebrochen war. Deetz hatte eine Antenne für ein Naxos-Gerät an Bord, die an U 976 übergeben werden sollte. Zu seiner letzten Unternehmung lief das Boot am 29. Dezember 1943 von Saint-Nazaire aus. Am 8. Januar stieß Deetz auf die Geleitzüge OS 64 und KMS 38. Das Boot wurde von der starken Geleitsicherung entdeckt und verfolgt. U 757 wurde noch am selben Tag durch den britischen Zerstörer HMS Bayntun und die kanadische Korvette HMCS Camrose mit Wasserbomben angegriffen. Die Verfolger registrierten nach dem achten Wasserbombenangriff Geräusche, die als das Anblasen von Tauchzellen interpretiert wurden. Statt des Bootes kamen Öl und Trümmer an die Oberfläche, was als Versenkungserfolg gewertet wurde. Die gesamte Besatzung von U 757 kam dabei ums Leben. Der Kommandant Deetz wurde postum zum Korvettenkapitän befördert.